# 意式奶凍

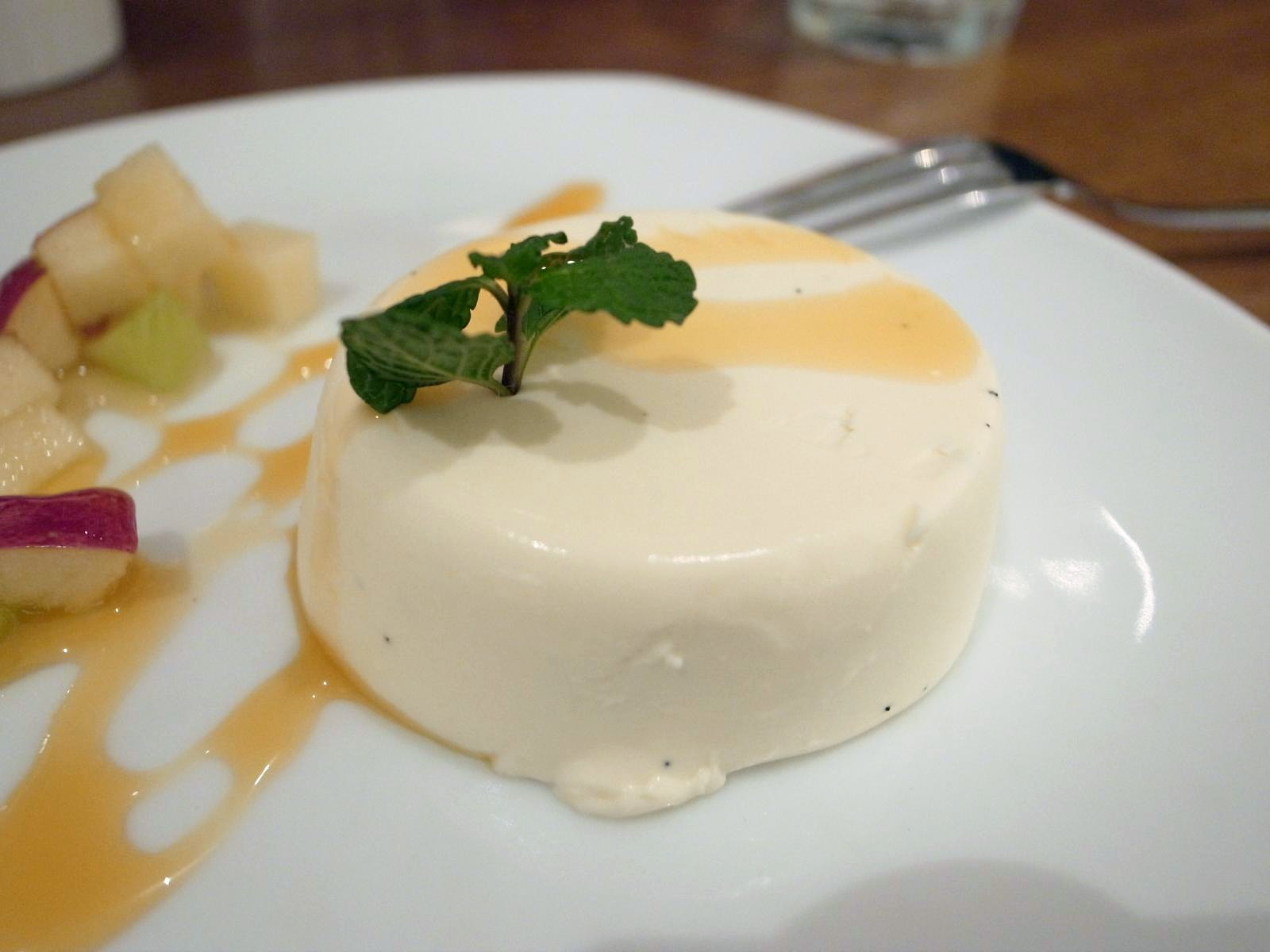
意式奶凍

意式奶凍（意為煮過的鮮奶油），在台灣經常直接簡稱為奶酪，強調使用鮮奶的則會稱為鮮奶酪，是一種意大利甜品，用忌廉、奶、糖、和魚膠混合在一起後，冷凍後就完成。通常會跟漿果、焦糖或朱古力醬一起食用。

## 歷史
源於義大利北部的皮埃蒙特，最早出現在1960年代的義大利食譜中。有人說這道甜點是由一名居住在當地的匈牙利女人於1900年代發明的；也有人指出在1879年的字典裡出現一道以鮮奶油和吉利丁做成的甜點，名為latte inglese，不過也有人反駁說是用蛋黃做的。
皮埃蒙特於2001年將義式奶酪列為當地的傳統食物。

## 参見
- 法式奶凍
- 巴伐利亞奶油
- 牛奶布甸